# Lijst van schilderijen in het Rijksmuseum Amsterdam/Wn-Wz
Lijst van schilderijen in het Rijksmuseum Amsterdam met werken van schilders van wie de achternaam begint met de letters Wn t/m Wz. Vermeldingen in het grijs geven aan dat het werk geen deel meer uitmaakt van de collectie van het Rijksmuseum, bijvoorbeeld omdat het in bruikleen gegeven is aan een andere instelling of omdat het teruggegeven is aan de bruikleengever.
| Inventarisnummer | Toeschrijving              | Titel                                                             | Datering      | Afbeelding |
| ---------------- | -------------------------- | ----------------------------------------------------------------- | ------------- | ---------- |
| SK-A-3501        | Herman Wolbers             | Man in een roeiboot                                               | 1880-1926     |            |
| SK-A-1494        | Jan Baptist Wolfaerts      | Herderstafereel met een schalmeispeler                            | 1646          |            |
| SK-A-2193        | Benjamin Wolff             | Portret van Hendrik Arend van den Brink                           | 1800          |            |
| SK-A-2192        | Benjamin Wolff             | Portret van Christina Sebilla Charlotte Bakhuizen                 | 1802          |            |
| SK-A-659         | Benjamin Wolff             | Sophonisba knielt voor Massinissa, koning van Numidië             | 1815-1825     |            |
| SK-A-658         | Benjamin Wolff             | De dood van Sophonisba, koningin van Numidië                      | 1816          |            |
| SK-A-1163        | Pieter Christoffel Wonder  | De Tijd                                                           | 1810          |            |
| SK-A-2693        | L.J. Woutersin             | Portret van Sophia de Vervou                                      | 1630          |            |
| SK-A-1850        | Jan Wouwerman              | Het bonte paard                                                   | 1655-1666     |            |
| SK-A-1610        | Philips Wouwerman          | De schimmel                                                       | Ca. 1646      |            |
| SK-A-476         | Philips Wouwerman          | Vechtende boeren bij een dorp                                     | 1650-1668     |            |
| SK-A-478         | Philips Wouwerman          | De hoefsmid                                                       | 1650-1668     |            |
| SK-A-479         | Philips Wouwerman          | Landschap met seinpaal                                            | 1650-1668     |            |
| SK-A-480         | Philips Wouwerman          | Hertenjacht                                                       | 1650-1668     |            |
| SK-A-481         | Philips Wouwerman          | Reigerjacht                                                       | 1650-1668     |            |
| SK-A-482         | Philips Wouwerman          | De overwinning der boeren                                         | 1650-1668     |            |
| SK-A-483         | Philips Wouwerman          | De slaande schimmel                                               | 1650-1668     |            |
| SK-A-484         | Philips Wouwerman          | Een legerkamp                                                     | 1650-1668     |            |
| SK-A-485         | Philips Wouwerman          | Paardenwed bij een grenspaal                                      | 1650-1668     |            |
| SK-A-2348        | Philips Wouwerman          | Een paardenstal                                                   | 1650-1668     |            |
| SK-C-271         | Philips Wouwerman          | Paardenwed bij een rivier                                         | 1650-1668     |            |
| SK-C-272         | Philips Wouwerman          | Een legerkamp                                                     | 1650-1668     |            |
| SK-C-273         | Philips Wouwerman          | Landschap met zandweg                                             | Ca. 1655      |            |
| SK-A-477         | Philips Wouwerman          | De rijschool                                                      | Ca. 1660      |            |
| SK-A-487         | Pieter Wouwerman           | Jachtgezelschap bij een fontein                                   | 1660-1682     |            |
| SK-A-486         | Pieter Wouwerman           | De bestorming van Coevorden, 30 december 1672                     | 1672-1682     |            |
| SK-A-1794        | Trant van Pieter Wouwerman | Frederik Hendrik bij de overgave van Maastricht, 22 augustus 1632 | 1633-1680     |            |
| SK-A-4673        | Moyses van Wtenbrouck      | De dochter van de farao vindt Mozes in het biezen mandje          | Ca. 1625-1627 |            |
| SK-A-1462        | Moyses van Wtenbrouck      | Een nimf door een sater verrast tijdens het baden                 | Ca. 1630-1635 |            |
| SK-A-988         | Joachim Wtewael            | De ontmoeting tussen David en Abigail                             | 1597          |            |
| SK-C-1712        | Joachim Wtewael            | Venus en Mars verrast door Vulcanus                               | 1610          |            |
| SK-A-1696        | Joachim Wtewael            | De evangelisten Lucas en Marcus                                   | 1610-1615     |            |
| SK-A-1697        | Joachim Wtewael            | De evangelisten Lucas en Marcus                                   | 1610-1615     |            |
| SK-A-1843        | Joachim Wtewael            | De verkondiging aan de herders                                    | 1595-1603     |            |
| SK-A-1912        | Mathijs Wulfraet           | Portret van een dame en een heer in een interieur                 | 1694          |            |